# Arcades romaines d'Avignon
Les vestiges des arcades romaines sont des monuments romains de la ville d'Avignon, dans le Vaucluse.

## Histoire
Peu de monuments de l'époque romaine d'Avenio sont encore visibles à Avignon. Il ne reste que quelques traces rue Saint-Étienne, rue de la Petite-Fusterie et Rue Peyrollerie. Les vestiges des arcades romaines font l’objet d’un classement au titre des monuments historiques en date du 7 septembre 1978.

## Structure
Les arcades en grand appareil mesurent 4,60 m de hauteur sur 2,50 m de large et forment une longue construction de soutènement sur plus de 250 m. Une seule arcade est visible, les autres sont enchâssées dans les murs des maisons. Une colonne double cannelée a été repérée au numéro 28 de la rue de la Petite-Fusterie, sur une hauteur de trois étages soit 8,2 mètres. Elle prend certainement appui sur un piédroit d'arcade non visible. Sa présence permet de supposer l'existence d'une colonnade au-dessus des arcades, formant une galerie ouverte vers le fleuve.

## Interprétation
La tradition locale a produit au XIXe siècle quelques attributions fantaisistes : les remparts romains d'Avignon auraient reposés sur cette série d'arcades, qui les protégeaient des débordements du Rhône. Lesdites arcades auraient servi de loges pour les bêtes féroces destinées aux jeux d'un très hypothétique cirque.
D'après les recherches archéologiques, cette longue structure de soutènement doublée d'arcades délimite une vaste esplanade, identifiée comme le forum, dont elle assure la mise à niveau en relevant le sol de plus de 4 mètres. L'utilisation de l'espace ménagé par les arcades est incertaine : entrepôts (horrea) ou portique semi-enterré (Cryptoportique).